# П'єтро Ротарі
П'є́тро Рота́рі (повне ім'я П'є́тро Анто́ніо Рота́рі; італ. Pietro Antonio Rotari, рос. Пьетро (Пётр) Ротари; 1707, Верона — 1762, Петербург) — італійський художник XVIII століття, представник інтернаціонального стилю рококо. Гравер, живописець.

## Біографія
Народився в місті Верона. Навчався у різних художників і в різних містах Італії (у Венеції — у Антоніо Балестри та Франческо Тревізані у Римї, у Франческо Солімени у Неаполі. Другорядний художник і гравер, що дотримувався стилю рококо. Малював портрети, декоративні, фантастичні, костюмовані портрети, картини на релігійні, міфологічні, побутові сюжети.
Працював у Вероні й Венеції, перебрався у Саксонію (Дрезден), переїхав у Відень, Австрія, з 1757 по 1762 рік у Петербурзі, де й помер.

## Перелік головних творів

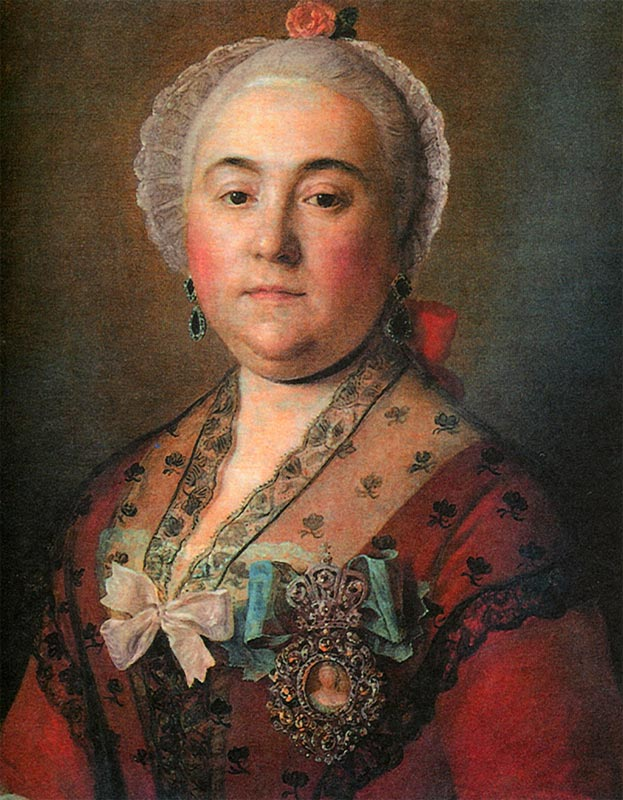
Портрет графині В. О. Шереметєвої, музей Кусково.

- «Голова дівчинки» (Закарпатський обласний художній музей імені Йосипа Бокшая, Ужгород);
- «Портрет абата», (Себастьяно Бомбеллі?) (Ермітаж, Санкт-Петербург);
- «Каяття Марії Магдалини»;
- «Дівчинка заснула»;
- «Стара в капелюшку з хутра»;
- портрет принцеси Єлизавети, дочки короля Августа II (всі чотири, Дрезден);
- «Кабінет мод і грацій» (комплект костюмованих, фантастичних портретів) (Китайський палац, Оранієнбаум);
- «Селянка під деревом» (садиба Архангельське, Московська область);
- «Олександр Македонський  і Роксана» (Ермітаж, Санкт-Петербург);
- «Портрет графині А. М. Воронцової» (Ермітаж, Санкт-Петербург);
- «Портрет Шереметьєвої» (садиба Кусково, Москва);
- «Портрет княгині К. Барятинської» (Музей образотворчих мистецтв імені Пушкіна, Москва);
- «Портрет невідомої дами» (Львівська національна галерея мистецтв імені Бориса Возницького, Львів).